# Minju-tonghap-Partei
Die Minju-tonghap-Partei (koreanisch: 민주통합당, Transliteration: Minju-tonghap-dang, in Deutsch: Demokratische Vereinte Partei) war eine südkoreanische Partei der linken Mitte, die im Dezember 2011 gegründet und 2013 in Minju-Partei (민주당, Minju-dang, Demokratische Partei) umbenannt wurde.

## Geschichte
Die Minju-tonghap-dang wurde am 15. Januar 2012 durch Zusammenschluss der im Jahr 2008 gegründeten Minju-Partei (민주당, Minju-dang, Demokratische Partei) mit einer kleinen Bürgereinheitspartei, im Englischen als Citizen Integration Party bekannt, unter Beteiligung des Koreanischen Gewerkschaftsbund (한국노동조합총연맹 Hanguk-nodong-johap-chongyeonmaeng) gegründet.
Die Gründung der Partei wurde vor dem Hintergrund der im April 2012 anstehenden Parlamentswahl vollzogen, bei der die Mitte-links-Kräfte versuchten, die konservative Saenuri-Partei (새누리당, Sae-nuri-dang, Neue Welt Partei) an der Regierung abzulösen. Auf dem Gründungskongress der Partei am 15. Januar 2012 wurde Han Myung-sook (한명숙) zur Parteivorsitzenden gewählt. Han war vom 20. April 2006 bis zum 7. März 207 erste und bislang auch einzige Ministerpräsidentin des Landes. Als Parteifarben wurden Gelb und Grün gewählt, wobei Gelb in der Wahlkampagne 2012 dominierte. Nach der Wahlniederlage ihrer Partei bei der Parlamentswahl 2012 erklärte sie ihren Rücktritt als Parteivorsitzende.
Auf dem Parteitag am 4. Mai 2013, an dem rund 17.000 Mitglieder teilnahmen, benannte sich die Partei in Minju-dang (Demokratische Partei) um und wechselte die Parteifarbe in Blau.